# アマンダ (タレント)
アマンダ（1987年12月1日 - ）は、日本のタレント、モデル、アーティスト。ブラジル・ベレン出身、愛知県育ち。本名はアマンダ・キャロライン (Amanda Caroline)。

## 経歴
- 高校卒業後デザイナーになる夢を叶える為、名古屋でバイトをしていたところ、知り合いに「関根勤率いる舞台カンコンキンシアターの2008年新人オーディションへアマンダのプロフィールを送ったら合格だった」と知らされ、それがきっかけとなり2009年にカンコンキンシアターで舞台女優として活動を始める。なお、新人時代の1年間は宝愛萌妓という芸名だった。
- 2010年に上京、浅井企画に所属しタレント活動を始める。
- 2011年からTBS「王様のブランチ」のブランチリポーターとして出演。日本テレビ「 天才!志村どうぶつ園 」の人気コーナー 『日本犬の里』、「ネプ&イモトの世界番付」のG20（ブラジル代表）などを歴任。「世界番付」での総出演回数は89回で、歴代G20メンバーでは岡田紗佳とならんで第8位だった。
- 2017年12月5日付の自身のTwitter上で11月末日で浅井企画を退社した事を報告。

## 人物
- 日本人の父親とブラジル人の母親をもつハーフ。ブラジルのアマゾン川の河口南岸に位置する港町ベレンに生まれ、4歳から来日し現在に至る。日本国籍者である[要出典]。
- 日本語とポルトガル語のバイリンガルだが、ポルトガル語は中学生の頃に独学で覚えた。
- 天真爛漫だが真面目であり、涙もろくリアクションも大きい事から、バラエティー番組でもリアクション重視の役回りが多い。

### 趣味・特技
- 映画鑑賞
- デザイン画や絵を描く事
- 小物や服など物作り
- 生け花や花の観察
- 動物の飼育や観察

### 資格・免許
- 調理師(国家資格)
- 花道 (池坊- 高等科皆伝)
- 愛玩動物飼養管理士
- PADI-オープンウォーター
- DINAIRエアブラシメイクアップアーティスト

## 主な出演

### テレビ
- 愛おしくて（NHK総合「ドラマ10」）- アマンダ役
- 使える!伝わる にほんご（NHK Eテレ）
- 今夜くらべてみました（日本テレビ）2014年10月21日
- ネプ&イモトの世界番付（日本テレビ）- G20 ブラジル代表
- 天才!志村どうぶつ園（日本テレビ）-『日本犬の里』のコーナー
- DON!（日本テレビ）2010年9月
- VS嵐（フジテレビ）2015年3月5日、2016年6月2日
- 世界行ってみたらホントはこんなトコだった!?（フジテレビ）2014年12月10日
- 奇跡体験!アンビリバボー（フジテレビ）2009年11月19日、2014年2月20日
- 恋するTV すごキュン（フジテレビ）2010年4月
- 熱血!平成教育学院（フジテレビ）2010年9月
- 有田哲平の夢なら醒めないで（TBS）2018年5月8日
- 内村とザワつく夜（TBS）2014年1月7日
- 好きか嫌いか言う時間（TBS）
- 王様のブランチ（TBS）2011年4月2日〜2014年10月25日 - ブランチリポーター
- ソフトくりぃむ（テレビ朝日）
- 東京クラッソ!NEO（TOKYO MX）
- PS純金（中京テレビ）
- おしえて!家電の神様（BS11）- 家電神の弟子
- Cafe吉祥寺で（テレビ東京）- アニータ役

### 映画
- 騒音（2015年5月23日公開、関根勤監督）- カポエラ教官役

### CM・モデル
- でん六
- 理研ビタミン（2010年）
- 資生堂（2011年）
- 日本コカ・コーラ（2012年）
- ワコール-BRAGENIC（2017年）
- ar -ごきげんな頭 2016冬（2016年12月）
- 東京ガールズコレクション（2015年）
- 東京ガールズRUN(ランニングチームメンバー)

### 舞台・イベント
- カンコンキンシアター「クドい!」（2009年 〜 ）
- 劇団扉座「アトムの伝言」（2011年6月）
- ブラジルフェスティバル - MC
- ペット博 -トークショー
- 五反田祭り- MC

### 動画配信サイト
- 関根・天野のお固いのがお好き（BeeTV）
- CMerTV　イメージガール